# Im Schiffchen (Kaiserswerth)

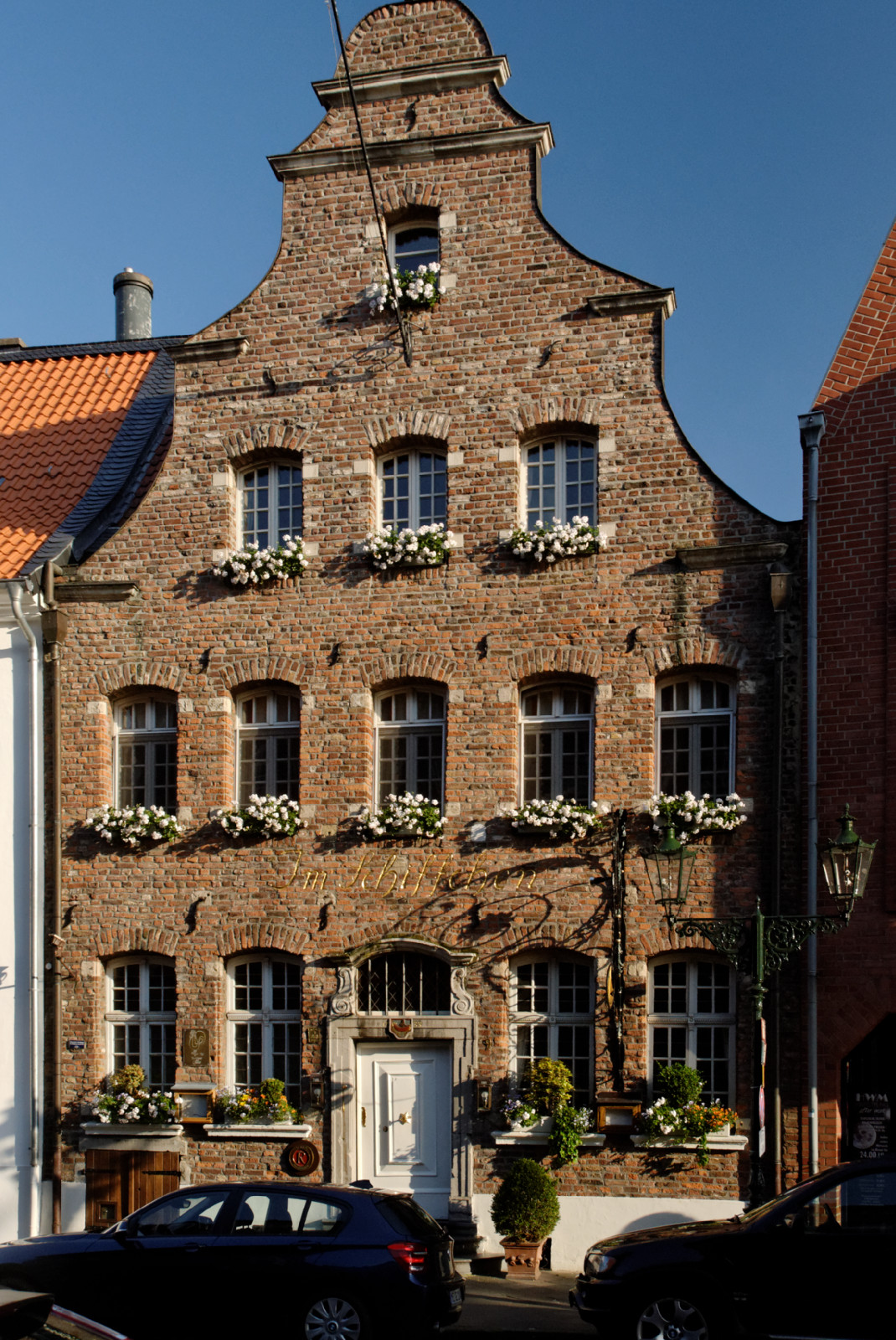
Im Schiffchen in Kaiserswerth

Das Haus Im Schiffchen in Kaiserswerth, einem Stadtteil von Düsseldorf, wurde im 18. Jahrhundert errichtet. Das Gebäude mit der Adresse Markt 9 ist ein geschütztes Baudenkmal.
Das dreigeschossige Backsteinhaus mit fünf Achsen ist mit einem zierlichen Schweifgiebel versehen. Mittig befindet sich der mit Naturstein gerahmte Hauseingang, der am Türsturz das Hauszeichen und das Baujahr 1733 trägt. Das Innere des Hauses enthält keine historische Bausubstanz mehr.
Seit 1977 beherbergt es das Restaurant Im Schiffchen von Jean-Claude Bourgueil.